# Miodrag Todorčević
Miodrag Todorčević, cyr. Миодраг Тодорчевић (ur. 10 listopada 1940 w Belgradzie) – serbski szachista i trener szachowy, arcymistrz od 1989 r. W czasie swojej kariery reprezentował Jugosławię (do 1968 oraz 1977-2003), Francję (1968-1977), Monako (1987), Serbię i Czarnogórę (2003) oraz Hiszpanię (od 2003).

## Kariera szachowa
Pięciokrotnie triumfował w mistrzostwach Paryża (1966, 1967, 1973, 1974, 1976). W latach 1972 i 1972 reprezentował Francję na szachowych olimpiadach, zdobywając 18½ pkt w 31 partiach, natomiast w 1975 r. zdobył w Dijon tytuł mistrza tego kraju. W 1979 r. podzielił w Bjelovarze IV m. w indywidualnych mistrzostwach Jugosławii, w 1982 r. podzielił II m. (za Gieorgijem Agzamowem, wspólnie z Radoslavem Simiciem i Radovanem Govedaricą) w kołowym turnieju w Belgradzie, w 1986 r. zwyciężył w Hamburgu, natomiast w 1987 r. podzielił II m. w Maladze (za Markiem Hebdenem, wspólnie z Danem Cramlingiem) i Pancevie (za Amadorem Rodriguezem, wspólnie z Jefimem Gellerem i Dawidem Bronsteinem) oraz osiągnął jeden z największych indywidualnych sukcesów w karierze, zajmując I m. w turnieju strefowym (eliminacji mistrzostw świata) w Budelu i zdobywając awans do turnieju międzystrefowego w Sziráku (1987, X m.). W latach 1988 i 1989 (dwukrotnie, w tym raz wspólnie ze Zdenko Kożulem i Josifem Dorfmanem) zwyciężył w trzech turniejach rozegranych w Marsylii. W 1989 r. reprezentował Jugosławię na drużynowych mistrzostwach Europy w Hajfie, zdobywając srebrny medal. W 1990 r. zwyciężył (wspólnie z Alfonso Romero Holmesem) w Salamance oraz podzielił II m. (za Anthony Milesem, wspólnie z Jewgienijem Bariejewem, Reynaldo Verą, Wasilijem Smysłowem, Elizbarem Ubiławą, Lembitem Ollem i Aleksadrem Czerninem) w silnie obsadzonym otwartym turnieju w Rzymie. Od pierwszych lat 90. występuje przede wszystkim w turniejach organizowanych w Hiszpanii, sukcesy odnosząc m.in. w Telde (1993, I m.), Las Palmas (1993, turniej B, III m. za Wiktorem Bołoganem i Draganem Barlovem), Saragossie (1994, dz. II m. za Rusłanem Pogorełowem, wspólnie z m.in. Mihailem Marinem, Andriejem Charłowem, Pablo San Segundo Carrillo, Felixem Izeta Txabarrim i Atanasem Kolewem), Santa Cruz de La Palma (1995, dz. I m. Diego Adlą i Zenonem Franco Ocamposem) oraz w Mondariz (2004, dz. III m. za Mihai Subą i Salvadorem Del Rio Angelisem, wspólnie z Karenem Movsziszianem).
Posiada znaczące osiągnięcia jako szachowy szkoleniowiec. W latach 1978–1986 pięciokrotnie był trenerem i kapitanem drużyny Francji na olimpiadach, natomiast w 1985 r. – na drużynowych mistrzostwach świata w Lucernie. Poza tym, w 1990 r. pełnił funkcję kapitana reprezentacji Jugosławii podczas olimpiady w Nowym Sadzie. W 2006 r. wydał książkę Compendio de ajedrez. Lecciones fundamentales de ayuda al monitor (ISBN 84-934786-7-9).
Najwyższy ranking w karierze osiągnął 1 stycznia 1990 r., z wynikiem 2550 punktów dzielił wówczas 75-84. miejsce na światowej liście FIDE, jednocześnie dzieląc 5-6. miejsce wśród jugosłowiańskich szachistów.